# Isla Calero

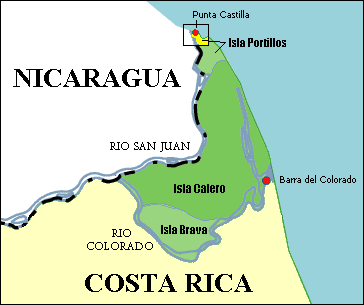
Mapa das ilhas Calero, Brava e Portillo. A zona em amarelo corresponde ao território disputado por Costa Rica e Nicarágua em 2010-2011, a decidir pelo Tribunal Internacional de Justiça.

A Isla Calero é uma ilha fluvial da Costa Rica, localizada em sua parte nordeste, delimitada a norte pela Isla Portillos, oeste e sudoeste pelos canais do Rio San Juan e do Rio Colorado, a sul pelo Caño Bravo do Rio Colorado  (que o separa da Ilha da Brava) e a leste pelo Mar do Caribe. Tem uma área de 15.160 hectares  (equivalente a 151,6 km²), sendo administrativamente parte do Cantão de Pococí, na província costarriquenha de Limón.
Conjuntamente com a Isla Brava, localizada a sul, integra o Refúgio Nacional da Fauna Silvestre Barra del Colorado, sendo Calero a maior ilha costarriquenha.
Em novembro de 2010 o extremo norte da Isla Calero, uma reserva ecológica, foi foco de conflito entre a Nicarágua e a Costa Rica, e foi ocupada por tropas da Nicarágua. Os dois países divergem na interpretação de três documentos históricos: o Tratado Cañas-Jerez, e as decisões Cleveland e Alexander de E.P. Alexander, que arbitrou o litígio entre ambos em 1897.
Em 16 de dezembro de 2015, o Tribunal Internacional de Justiça determinou que o território em disputa pertence à Costa Rica.